# بازی‌های همبستگی اسلامی ۲۰۰۵
نخستین دورهٔ بازی‌های همبستگی کشورهای اسلامی در سال ۲۰۰۵ و در ۴ شهر کشور عربستان سعودی وبا حدود ۵۷ کشور اسلامی و تعداد کمی کشور غیر اسلامی در مکه ومدینه و جده و طائف برگزار شد.

## جدول مدال‌ها
*   کشور میزبان (عربستان سعودی)
| رتبه            | کشور                    | طلا | نقره | برنز | مجموع |
| --------------- | ----------------------- | --- | ---- | ---- | ----- |
| ۱               | عربستان سعودی (KSA)*    | ۲۴  | ۱۷   | ۱۹   | ۶۰    |
| ۲               | مصر (EGY)               | ۱۴  | ۱۵   | ۱۳   | ۴۲    |
| ۳               | قزاقستان (KAZ)          | ۱۳  | ۸    | ۶    | ۲۷    |
| ۴               | ایران (IRI)             | ۱۰  | ۹    | ۱۱   | ۳۰    |
| ۵               | عراق (IRQ)              | ۹   | ۹    | ۷    | ۲۵    |
| ۶               | مراکش (MAR)             | ۸   | ۶    | ۴    | ۱۸    |
| ۷               | مالزی (MAS)             | ۵   | ۵    | ۶    | ۱۶    |
| ۸               | آذربایجان (AZE)         | ۴   | ۴    | ۷    | ۱۵    |
| ۹               | الجزایر (ALG)           | ۳   | ۱۰   | ۱۳   | ۲۶    |
| ۱۰              | سوریه (SYR)             | ۳   | ۲    | ۵    | ۱۰    |
| ۱۱              | پاکستان (PAK)           | ۳   | ۰    | ۱    | ۴     |
| ۱۲              | قرقیزستان (KGZ)         | ۲   | ۲    | ۴    | ۸     |
| ۱۳              | اردن (JOR)              | ۲   | ۰    | ۳    | ۵     |
| ۱۴              | کویت (KUW)              | ۱   | ۴    | ۵    | ۱۰    |
| ۱۵              | ترکیه (TUR)             | ۱   | ۳    | ۳    | ۷     |
| ۱۶              | سودان (SUD)             | ۱   | ۳    | ۲    | ۶     |
| ۱۷              | ترکمنستان (TKM)         | ۱   | ۱    | ۴    | ۶     |
| ۱۸              | اندونزی (INA)           | ۱   | ۱    | ۲    | ۴     |
| ۱۹              | تاجیکستان (TJK)         | ۱   | ۱    | ۰    | ۲     |
| ۲۰              | تونس (TUN)              | ۱   | ۰    | ۸    | ۹     |
| ۲۱              | قطر (QAT)               | ۱   | ۰    | ۰    | ۱     |
| ۲۲              | سنگال (SEN)             | ۰   | ۲    | ۶    | ۸     |
| ۲۳              | امارات متحدهٔ عربی (UAE) | ۰   | ۲    | ۳    | ۵     |
| ۲۴              | بورکینافاسو (BUR)       | ۰   | ۱    | ۱    | ۲     |
| ۲۴              | یمن (YEM)               | ۰   | ۱    | ۱    | ۲     |
| ۲۶              | عمان (OMA)              | ۰   | ۱    | ۰    | ۱     |
| ۲۶              | کامرون (CMR)            | ۰   | ۱    | ۰    | ۱     |
| ۲۸              | افغانستان (AFG)         | ۰   | ۰    | ۱    | ۱     |
| ۲۸              | اوگاندا (UGA)           | ۰   | ۰    | ۱    | ۱     |
| ۲۸              | ساحل عاج (CIV)          | ۰   | ۰    | ۱    | ۱     |
| ۲۸              | لیبی (LBA)              | ۰   | ۰    | ۱    | ۱     |
| ۲۸              | گویان (GUY)             | ۰   | ۰    | ۱    | ۱     |
| مجموع (۳۲ کشور) | مجموع (۳۲ کشور)         | ۱۰۸ | ۱۰۸  | ۱۳۹  | ۳۵۵   |